# 84-й ракетний полк (СРСР)
84-й ракетний полк (в/ч 82717) — військова частина у складі Ракетних військ стратегічного призначення Збройних сил СРСР.

## Історія полку
У квітні 1959 року у селищі Перевальне поблизу Сімферополя (Кримська область, Українська РСР) на базі 640-го окремого інженерного дивізіону, передислокованого з Капустиного Яру, почалось формування 84-го інженерного полку РВГК у складі ШРЧ (Штаб реактивних частин). Переформування проводилося у дві черги: перша була завершена до 1 липня 1959 року — сформування та навчання додаткових розрахунків двох стартових батарей (сформовано другий стартовий дивізіон); друга — до 1 жовтня того ж року — завершення переформування та навчання всього складу полку.
Ядерно-технічне забезпечення полку покладалось на 117-ту рухому ремонтно-технічну базу (117-та рртб), сформовану 15 жовтня 1958 року зі складу 19-ї польової спеціальної складальної бригади.
10 травня 1959 року 1-й дивізіон 84-го інженерного полку першим у Збройних силах СРСР заступив на дослідне бойове чергування з ракетним комплексом Р-5М. Одночасно велося будівництво стаціонарних позицій в районі сіл Балки та Мазанка.
Починаючи з 1960 року парадні розрахунки Р-5М постійно залучались до участі у парадах на Красній площі в Москві.
1 липня 1960 року 84-й інженерний полк переформований у 84-й ракетний полк у складі 29-ї ракетної бригади (з травня 1961 року — 46-ї ракетної дивізії).
Відповідно до директиви ЦК РВ від 7 жовтня 1960 року з 8 жовтня 1960 року організовано бойове чергування 84-го ракетного полку у стані добової бойової готовності:
- 1-й дивізіон з 4-ма ПУ Р-5М (SS-3), Мазанка;
- 2-й дивізіон з 4-ма ПУ Р-5М (SS-3), Балки.

Протягом 1960—1961 років сім розрахунків полку провели пуски ракет на Державному полігоні, з них чотири — на «відмінно» і три — «добре». У 1961 році комісією ГК РВ вісім бойових розрахунків 84-го ракетного полку були допущені до несення бойового чергування.
У 1965 році обидва дивізіони 84-го ракетного полку знято з бойового чергування.
Відповідно до директив Начальника ГШ РВ від 18.05.1966 року з 20 червня 1966 року 84-й ракетний полк переформовується й переозброюється з Р-5М на ТР-1, а 117-та рртб переформована у 117-ту ракетну технічну базу ТР-1 (117-та ртб). У складі полку була також сформована 721-ша окрема експлуатаційно-ремонтна рота (721-ша оерр). Тоді ж 84-й рп із 117-ю ртб передислоковані у селище Ємільчине (Житомирська область).
У 1969 році, у зв'язку з переходом 46-ї ракетної дивізії на нову штатну структуру і нове озброєння, 84-й ракетний полк був виведений зі складу дивізії, переданий до Сухопутних військ і передислокувався в Туркестанський військовий округ (м. Байрам-Алі, Туркменистан), де був переформований у 844-й окремий ракетний дивізіон. При цьому на підставі директиви ГШ ЗС СРСР від 7 лютого 1969 року 117-та ртб і 721-ша оерр були розформовані.

## Командири полку
- підполковник Кураков Іван Олександрович (1959—1969).